# Hack (язык программирования)
Hack — PHP-подобный язык программирования общего назначения со статической типизацией, разработанный компанией Facebook и представленный 21 марта 2014 года.
Код, написанный на языке Hack, исполняется на виртуальной машине HHVM (англ. HipHop Virtual Machine), созданной на базе транслятора HipHop, и поддерживающей одновременно и Hack, и PHP.
Является открытым программным обеспечением — исходные коды проекта открыты для участников сообщества.
Целью создания языка стало совмещение быстрого цикла разработки PHP с надёжностью и производительностью, которые обеспечивает статическая типизация.
На момент релиза проект поддерживали его создатели — Брайан О’Салливан, Жюльен Верлаг и Алок Менхраджани.
На момент релиза Hack и HHVM их код был скомпилирован под Ubuntu 12.04 LTS, Ubuntu 13.10 или Debian 7.